# فالرسلیبن
فالرسلیبن (به آلمانی: Fallersleben) یک سکونتگاه مسکونی در آلمان است که در وولفسبورگ واقع شده‌است.

## خصوصیات
فالرسلیبن  ۱۱٬۲۶۹ نفر جمعیت دارد.